# Benjamin Holt
Benjamin Leroy Holt (Concord, 1º gennaio 1849 – Stockton, 5 dicembre 1920) è stato un inventore statunitense.
Ha brevettato e prodotto il primo cingolo a rotazione continua per trattori e macchine agricole. Il cingolo di tipo continuo viene utilizzata per veicoli agricoli e macchine movimento terra per distribuire meglio il peso su un'area più ampia rispetto alle ruote, per evitare che il veicolo affondi in terreno paludosi o fangosi. Ha fondato insieme ai suoi fratelli la Holt Manufacturing Company, di cui ne è stato presidente.

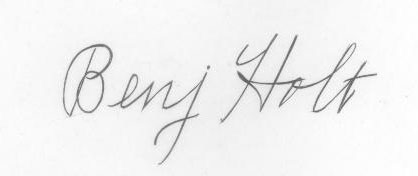
Firma